# Lygophis dilepis
Lygophis dilepis — вид змій родини полозових (Colubridae). Мешкає в Південній Америці.

## Поширення і екологія
Lygophis dilepis мешкають на північному сході Бразилії, а також на півдні Болівії, на крайньому південному заході Бразилії, в Парагваї і північній Аргентині. Вони живуть в сухих тропічних лісах каатинги, на луках і в саванах серрадо та в лісах і заростях Чако.